# Университет „Гоце Делчев“ – Щип
Университет „Гоце Делчев“ – Щип (на македонска литературна норма: Универзитет „Гоце Делчев“ – Штип) е основан с решение на Събранието на Северна Македония на 27 март 2007 година, с което той става четвъртият държавен университет в страната. В състава на университета влизат 13 факултета, в които се обучават над 5000 студента и работят повече от 400 преподаватели и служители. Ректоратът и повечето от факултетските подразделения са разположени в град Щип, но някой от факултетите са в различни градове на Източна Македония: Струмица, Кочани, Кавадарци, Гевгели, Свети Никола, Виница, Пробищип, Радовиш.

## Образователна структура

### Факултети
Факултети разположени в Щип:
- Икономически факултет
- Факултет по музикално изкуство
- Факултет по информатика
- Педагогически факултет
- Факултет по природни и технически науки
- Земеделски факултет
- Факултет по медицински науки (Факултет за медицински науки)
- Филологически факултет

Факултети в Кочани:
- Правен факултет

Факултети в Радовиш:
- Електротехнически факултет

Факултети в Пробищип:
- Технологично-технически факултет

Факултети във Виница:
- Машинен факултет

Факултети в Гевгели:
- Факултет по туризъм

Някой от учебните програми по земеделия, информационни технологии и икономика се провеждат в Струмица.